# CompuServe
CompuServe是全球第一家網路服務的提供商，在1989年首度推出電子郵件服務，高峰時期會員曾達到50萬人，2009年終止撥接上網服務，僅留下入口網站。CompuServe曾名列1996年美國20大熱門網站之一。2015年，威訊（Verizon）併購AOL之後，CompuServe成為威訊旗下子公司Oath的一個事業部門。